# Newyorský maraton

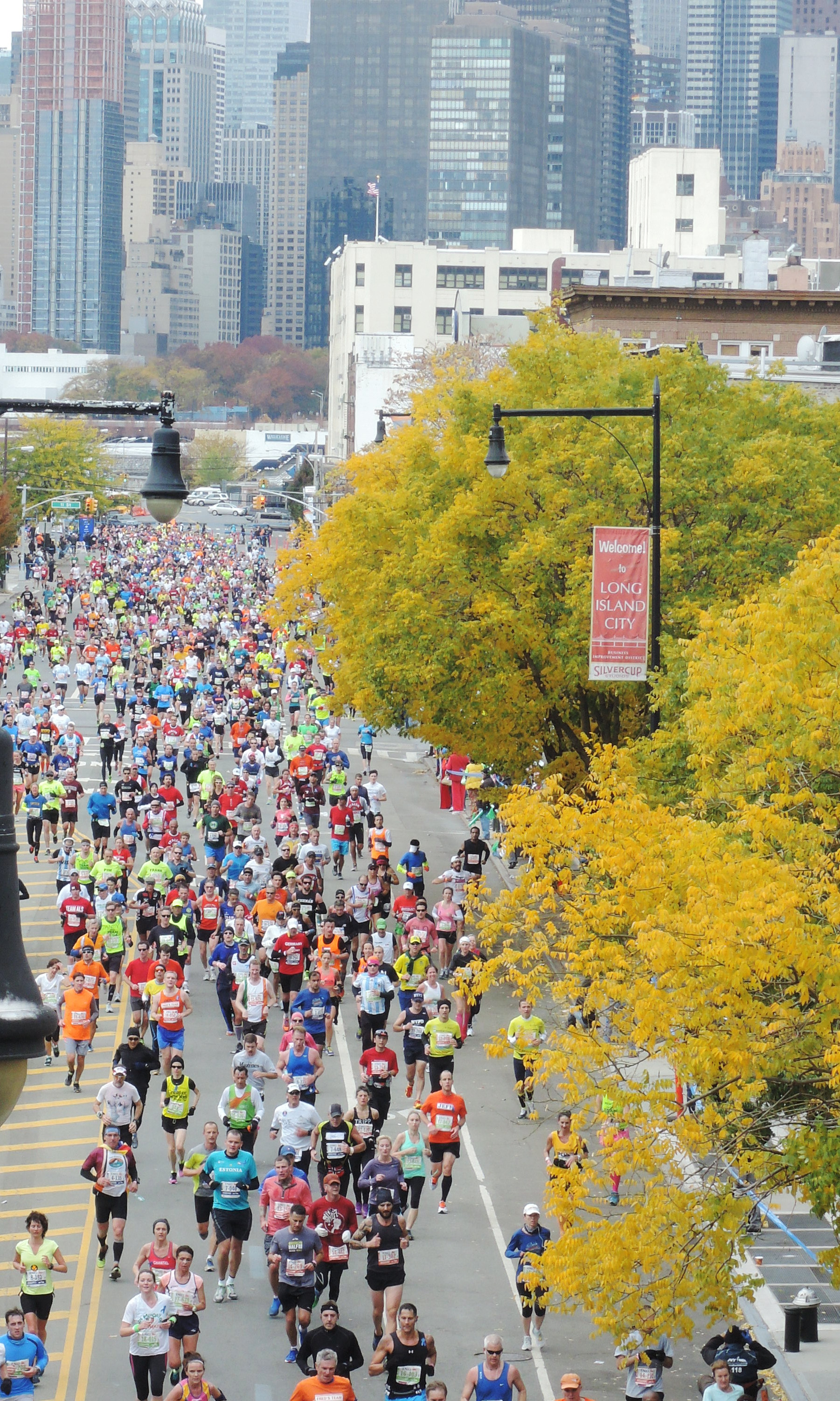
Závodníci na trati v roce 2013

Maraton v New Yorku (The New York City Marathon) je největším maratonem světa. V roce 2013 jej dokončilo přes 50 tisíc závodníků. Kvůli velkému zájmu o účast je možné se maratonu zúčastnit buď splněním kvalifikačního limitu nebo díky vylosování v loterii.
Maraton se v New Yorku běhá od roku 1970, a to vždy první neděli v listopadu.
Traťové rekordy drží
- Muži – Tamirat Tola (Etiopie) – 2:04:58 (2023)[1]
- Ženy – Margaret Okayo (Keňa) – 2:22:31 (2003)[2]